# Rostratula
Rostratula Vieillot, 1816 è un genere di uccelli della famiglia Rostratulidae.

## Tassonomia
Il genere Rostratula comprende due specie:
- Rostratula benghalensis  - beccaccia dorata
- Rostratula australis  - beccaccia dorata australiana